# 電子簡併壓力
電子簡併壓強是由泡利不相容原理產生的力，說明兩個費米子不能同時佔有相同的量子態，這種力量也是物質可以被壓縮的極限。在恆星物理中，這是一個很重要的物理度量，因為它造就白矮星的存在。

## 理論
與電子簡併壓力相關的解釋是海森堡測不準原理，它的狀態是：
{\displaystyle \Delta x\Delta p\geq {\frac {\hbar }{2}}}
此處{\displaystyle \hbar }是狄拉克常數（約化普朗克常數），Δx是測量時在位置上的不確定值，而Δp動量測量不確定的標準差。
一種本質為壓力增加時就會被壓縮的材料，在內部的電子，位置測量的不確定量Δx就會減少，而依據不確定性原理，電子動量的不確定量Δp，將會增大。因此，無論溫度降至多低，電子依然會因為動量的不確定而以海森堡速度運動，並貢獻出壓力。當電子由"海森堡速度"產生的壓力凌駕於熱運動之上時，電子就進入簡併狀態，這種材料就成為簡併態物質。
電子簡併壓力在恆星質量未超過錢德拉塞卡極限（1.4太陽質量）前能阻止核心的塌縮，這就是阻止白矮星塌縮的壓力。質量超出這個極限而又沒有燃料可以進行核融合的恆星，將會因為電子提供的簡併壓力不足以抵抗重力，而繼續塌縮形成中子星或黑洞。

## 从费米气体理论推导压强
电子是费米子的一部分，遵循泡利不相容定理和费米-狄拉克统计。一般来讲，对于一群不进行相互作用的费米子（也称为费米气体），每个粒子可以被单独的处理，单个粒子的能量仅和动量有关：
{\displaystyle E={\frac {p^{2}}{2m}}}
其中{\displaystyle p}是粒子的动量，{\displaystyle m}是粒子的质量。
在绝对零度时，简并压由这个式子给出：
{\displaystyle P={\frac {2}{3}}{\frac {E_{tot}}{V}}={\frac {2}{3}}{\frac {p_{F}^{5}}{10{\pi }^{2}m{\hbar }^{3}}}}
其中{\displaystyle V}是整个系统的体积，{\displaystyle E_{tot}}是整个系统的能量。特别的，对于电子简并压，{\displaystyle m}由电子质量{\displaystyle m_{e}}替换，而费米动量可以由费米能量进行求解，因此电子简并压力由下式给出：
{\displaystyle P_{e}={\frac {(3{\pi }^{2})^{\frac {2}{3}}{\hbar }^{2}}{5m_{e}}}{\rho _{e}}^{\frac {5}{3}}}
其中{\displaystyle {\rho _{e}}}是自由电子的数密度。对于金属，可以证明上式在低于费米温度（约等于{\displaystyle 10^{6}}开尔文）近似成立，当粒子能量足够高时，必须要考虑相对论效应。考虑相对论后，电子简并压力与{\displaystyle {\rho _{e}}^{\frac {4}{3}}}成正比。